# 西热村遗址
西热村遗址，位于中国吉林省二道江区鸭园镇西热村，为一个省级文物保护单位，类型为古遗址，公布时间为2007年5月31日。该文物保护单位由通化市文物管理委员会办公室管理。
西热村遗址的历史年代为青铜。